# Воинское кладбище № 93 (Стружувка)
 Памятник культуры Малопольского воеводства: регистрационный номер А-659 от  20 февраля 1990 года.
Воинское кладбище № 93 — Стружувка (пол. Cmentarz wojenny nr 93 - Stróżówka) — воинское кладбище, находящееся в окрестностях села Стружувка, Горлицкий повят, Малопольское воеводство. Кладбище входит в группу Западногалицийских воинских захоронений времён Первой мировой войны. На кладбище похоронены военнослужащие Австрийской, Германской и Российской армий, погибшие во время Первой мировой войны в мае 1915 года. Памятник Малопольского воеводства.

## История
Кладбище было построено Департаментом воинских захоронений К. и К. военной комендатуры в Кракове в 1915 году по проекту австрийского архитектора Ганса Майра. На кладбище площадью 153 квадратных метра находится 8 братских и 11 индивидуальных могил, в которых похоронены 37 австрийских, 10 германских и 9 русских солдат.
20 февраля 1990 года кладбище было внесено в реестр памятников Малопольского воеводства (№ А-659).

## Описание
Кладбище расположено на боковой дороге к западу дороги 977. Прямоугольное кладбище полностью окружено каменным ограждением. В передней части ограждения находится арочный вход, возле которого с левой стороны стоит оригинальная информационная табличка. В задней части ограждения на небольшом возвышении расположен оригинальный крест, характерный для творчества Ганса Майра.

## Источник
- Oktawian Duda: Cmentarze I wojny światowej w Galicji Zachodniej. Warszawa: Ośrodek Ochrony Zabytkowego Krajobrazu, 1995. ISBN 83-85548-33-5.
- Roman Frodyma: Galicyjskie cmentarze wojenne, tom I. Beskid niski i Pogórze. Warszawa — Pruszków: Oficyna Wydawnicza «Rewasz», 1995, s. 65. ISBN 83-85557-20-2.